# Stazione di Asakusa (Tsukuba Express)
La stazione di Asakusa (浅草駅?, Asakusa-eki) è una stazione ferroviaria situata nel distretto di Taitō, a Tokyo, in Giappone ed è servita dalla linea Tsukuba Express. A scanso di equivoci, la stazione non è da confondere con quella di Asakusa della metropolitana di Tokyo, situata a circa 600 metri di distanza e non collegata direttamente.

## Linee
MIRC
● Tsukuba Express

## Struttura
La stazione, inaugurata nel 2005, è in sotterranea e costituita da due binari serviti da un marciapiede a isola centrale con porte di banchina installate a protezione.
| 1 | ● Tsukuba Express | per Nagareyama-Ōtakanomori, Moriya e Tsukuba |
| 2 | ● Tsukuba Express | per Akihabara                                |

## Stazioni adiacenti
| «                | Servizio        | »               |
| Tsukuba Express  | Tsukuba Express | Tsukuba Express |
| ---------------- | --------------- | --------------- |
| Shin-Okachimachi | Tutti i treni   | Minami-Senju    |